# 亞當斯鎮區 (密蘇里州迪卡爾布縣)
亞當斯鎮區（英語：Adams Township）是位於美國密蘇里州迪卡爾布縣的一個行政鎮區。

## 地方資料
亞當斯鎮區的面積為109.64平方千米，當中陸地面積為108.65平方千米，而水域面積為0.99平方千米。根據2020年美國人口普查的數據，當地共有人口649人，而人口密度為每平方千米5.92人。